# Erich Leinsdorf
Erich Leinsdorf (Viena, 4 de febrero de 1912-Zúrich, Suiza; 11 de septiembre de 1993) fue un director de orquesta austriaco nacionalizado estadounidense.

## Biografía
Estudió música en su ciudad natal. Entre 1934 y 1937 trabajó como asistente de Bruno Walter y Arturo Toscanini en el Festival de Salzburgo. En 1938 se vio obligado a abandonar su patria debido a la amenaza de los nazis por su origen judío. Dirigió la Ópera del Metropolitan en Nueva York desde 1938, siendo particularmente notable por sus versiones de Wagner.
Tuvo una breve permanencia de tres años como director musical de la Orquesta de Cleveland. Su relativa juventud y su reciente naturalización como ciudadano estadounidense provocó que fuese reclutado en las Fuerzas Armadas de los Estados Unidos durante la Segunda Guerra Mundial. Su comportamiento en el ejército no se consideró ejemplar y esto dañó a su reputación en Cleveland, cuyo contrato con la orquesta no fue renovado. Muchos años después, en la transición en Cleveland de Lorin Maazel a Christoph von Dohnányi entre 1982 y 1984, Leinsdorf regresó a dirigir varios conciertos, que describió como "el puente entre dos regímenes".
Fue director de la Orquesta Filarmónica de Rochester entre 1947 y 1955.
En 1956 accedió a la New York City Opera durante una temporada en la que programa muchas obras contemporáneas que no tuvieron el apoyo del público, aunque fueron éxitos artísticos. En 1957 el Metropolitan Opera le hace un contrato de asesoramiento artístico hasta 1962. En ese año Leinsdorf fue llamado para suceder a Charles Munch en la titularidad de la Orquesta Sinfónica de Boston, una de las Big Five (Cinco mejores) orquestas de Estados Unidos junto con las de Cleveland, Chicago, Filadelfia y Nueva York. Leinsdorf abordó la dirección de la Sinfónica de Boston como una vuelta a los años de Koussevitzki en la formación, insistiendo en disciplinarla a base de repetidos ensayos. Durante las primeras temporadas esa política dio sus frutos y Leinsdorf obtuvo grandes éxitos de crítica en Boston, aunque sus disensiones con la administración de la entidad provocaron su renuncia al cargo en 1969.
A partir de entonces se convirtió en uno de los directores invitados más requeridos del panorama musical internacional. En 1972 actuó por segunda vez en Bayreuth — su debut allí fue 1959 — para dirigir una nueva producción de Tannhäuser. De 1977 a 1980 Leinsdorf colaboró a menudo con la Orquesta Sinfónica de la Radio de Berlín y fue frecuente invitado en el Metropolitan y con la Orquesta Filarmónica de Nueva York.
Como director de la Orquesta Filarmónica de Israel en 1967, abandonó abruptamente Israel en la mitad de una serie de conciertos, justo antes de empezar la Guerra de los Seis Días.
El 22 de noviembre de 1963, durante un concierto de la Sinfónica de Boston interrumpió el programa con malas noticias diciendo "Damas y caballeros, tenemos una noticia de la prensa en el cable... esperamos que no sea cierta, pero tenemos que dudarlo... el Presidente de los Estados Unidos ha sido víctima de un magnicidio." Se refería al asesinato de John F. Kennedy en Dallas. Después, anunció que la orquesta tocaría la marcha fúnebre de la tercera sinfonía de Beethoven.
También fue un notable escritor que llegó a publicar tres libros, entre ellos su propia autobiografía.
El 11 de septiembre de 1993 falleció en Zúrich, Suiza, como consecuencia de un cáncer.

## Estilo musical
Erich Leinsdorf era un director muy perfeccionista con una capacidad de retención de las partituras extraordinaria. Su estilo de dirección era muy estricto aunque un tanto grandilocuente, muy apropiado para algunas óperas del repertorio más habitual. Sus interpretaciones de las obras se ajustaban en exceso al canon establecido en su época lo que perjudica su audición actual. Tenía gran capacidad para ensayar de manera metódica y racional con las orquestas a las que habituaba a una disciplina que las hacía conseguir lo mejor de sí mismas. Era un excelente director para los estudios de grabación. En los conciertos en vivo era un maestro fiable, pero que efectuaba una labor de dirección muy de cara a la galería y buscando más el perfeccionismo que el fondo musical y estético de las obras.
Su especialidad fue la ópera en la que se mostró como un gran director pese a sus enfrentamientos con los directores de escena modernos en Europa. Fue uno de los primeros directores en prescindir del frac en sus actuaciones, sustituyéndolo por un traje oscuro.

## Repertorio
Erich Leinsdorf está considerado un gran especialista como director de ópera. Su abundante discografía incluye obras de Giacomo Puccini (La Bohème, Tosca, Madame Butterfly, Il Tabarro, Turandot), Richard Wagner (Lohengrin, La Valkiria, Tristán e Isolda, Los Maestros Cantores de Núremberg), Richard Strauss (Salomé, Ariadne en Naxos), Giuseppe Verdi (Un ballo in maschera, Macbeth, Aída) y Wolfgang Amadeus Mozart (Las bodas de Fígaro, Così fan tutte, Don Giovanni), además de otras óperas de compositores como Peter Cornelius y Erich Wolfgang Korngold.
En el campo orquestal, grabó las sinfonías de Anton Bruckner, Serguéi Prokófiev y Franz Schmidt.

## Discografía seleccionada
Con la Boston Symphony Orchestra para RCA Records:
- 1962 Béla Bartók: Concerto for Orchestra - Boston Symphony Orchestra - Grammy Award for Best Orchestral Performance 1964
- 1964 Béla Bartók: Violin Concerto n.º 2 Violinista, Joseph Silverstein
- 1969 Ludwig van Beethoven: Sinfonía n. 1 (Beethoven)
- 1967 Ludwig van Beethoven: Sinfonía n. 2 (Beethoven)
- 1962 Ludwig van Beethoven: Sinfonía n. 3 (Beethoven)
- 1966 Ludwig van Beethoven: Sinfonía n. 4 (Beethoven)
- 1968 Ludwig van Beethoven: Sinfonía n. 5 (Beethoven)
- 1969 Ludwig van Beethoven: Sinfonía n. 6 (Beethoven)
- 1966 Ludwig van Beethoven: Sinfonía n. 7 (Beethoven)
- 1969 Ludwig van Beethoven: Sinfonía n. 8 (Beethoven)
- 1969 Ludwig van Beethoven: Sinfonía n. 9 (Beethoven) Corale con la New England Conservatory Chorus and Chorus Pro Musica con solisti Jane Marsh, Josephine Veasey, Plácido Domingo, e Sherrill Milnes
- 1967 Ludwig van Beethoven: Le creature di Prometeo - Excerpts
- 1967 Ludwig van Beethoven: Piano Concerto n.º 1 in C Major, Op. 15, Pianista: Arthur Rubinstein
- 1967 Ludwig van Beethoven: Piano Concerto n.º 2, Pianista: Arthur Rubinstein
- 1965 Ludwig van Beethoven: Piano Concerto n.º 3, Pianista: Arthur Rubinstein
- 1964 Ludwig van Beethoven: Piano Concerto n.º 4, Pianista: Arthur Rubinstein/Boston Symphony Orchestra – (Grammy) 1966
- 1963 Ludwig van Beethoven: Piano Concerto n.º 5, Pianista: Arthur Rubinstein
- 1966 Ludwig van Beethoven: Coriolan Overture, Op. 62
- 1966 Ludwig van Beethoven: Leonore Overture n.º 2, Op. 72
- 1963 Ludwig van Beethoven: Leonore Overture n.º 3, Op. 72a
- 1965 Alban Berg: Le Vin, Solista: Phyllis Curtin
- 1964 Alban Berg: Wozzeck - excerpts, Solista: Phyllis Curtin
- 1964 Hector Berlioz: Damnation of Faust - Rakoczy March
- 1963 Johannes Brahms: Symphony n.º 1
- 1964 Johannes Brahms: Symphony n.º 2 in D Major, Op. 73
- 1966 Johannes Brahms: Symphony n.º 3
- 1966 Johannes Brahms: Symphony n.º 4 in E Minor, Op. 98
- 1964 Johannes Brahms: Piano Concerto n.º 1, Pianista: Van Cliburn
- 1964 Johannes Brahms: Piano Concerto n.º 1, Pianista: Arthur Rubinstein
- 1960 Johannes Brahms: Concerto No. 2 - Sviatoslav Richter/Chicago Symphony Orchestra – (Grammy) 1961
- 1968 and 1969 Johannes Brahms: Requiem, Soloisti: Montserrat Caballé e Sherrill Milnes con la New England Conservatory Chorus
- 1966 Johannes Brahms: Tragic Overture, Op. 81
- 1966 Anton Bruckner: Symphony n.º 4, Romántica
- 1967 Elliot Carter: Piano Concerto, Pianista: Jacob Lateiner
- 1967 Michael Colgrass: As quiet as
- 1963 Norman Dello Joio: Fantasy and Variations, Pianista: Lorin Hollander
- 1967 Antonin Dvorak: Symphony n.º 6
- 1967 Antonin Dvorak: Slavonic Dance, Op. 72, n.º 2
- 1967 Antonin Dvorak: Slavonic Dance, Op. 72, n.º 8
- 1967 Antonin Dvorak: Romance in F, Violinista: Itzhak Perlman
- 1963 Gabriel Fauré: Elegie, Chelista: Samuel Mayes
- 1966 Irving Fine: Serious Song
- 1965 Irving Fine: Toccata Concertante
- 1968 Alberto Ginastera: Piano Concerto, Pianista: Joao Carlos Martin
- 1968 Alberto Ginastera: Variaciones Concertantes
- 1966 Joseph Haydn: Symphony n.º 93 in D Major
- 1968 Joseph Haydn: Symphony n.º 96 in D Major
- 1964 Zoltán Kodály: Peacock Variations
- 1965 Zoltán Kodály: Harry Janos, Suite
- 1963 Joseph Lanner: Die Mozartisten Waltzes
- 1962 Gustav Mahler: Symphony 1
- 1966 Gustav Mahler: Symphony 3, Solisti: Shirley Verrett con la New England Conservatory Chorus
- 1963 Gustav Mahler: Symphony 5 e Berg, Wozzeck (excerpts) - Curtin/Boston Symphony Orchestra - Grammy Award for Best Orchestral Performance 1965
- 1965 Gustav Mahler: Symphony 6 - Boston Symphony Orchestra - Grammy Award for Best Orchestral Performance 1967
- 1962 & 63 Felix Mendelssohn: "A Midsummer Night's Dream, excerpts, Solisti: Arlene Saunders e Helen Vanni with Berkshire Festival Chorus
- 1964 Gian Carlo Menotti: The Death of the Bishop of Brindisi, Solisti: Lili Chookasian and George London with members of the Catholic Memorial and St. Joseph's High School Glee Clubs
- 1967 Wolfgang Amadeus Mozart: Symphony 36
- 1969 Wolfgang Amadeus Mozart: Symphony 39
- 1963 Wolfgang Amadeus Mozart: Symphony 41
- 1963 Wolfgang Amadeus Mozart: Eine kleine Nachtmusik
- 1964 Wolfgang Amadeus Mozart: Requiem, Solisti: Endich, Eunice Alberts, DiVirgilio, and Mac Morgan with a chorus of members from the Chorus Pro Musica, New England Conservatory Chorus, St. John's Seminary, Harvard Glee Club, and Radcliffe Choral Society
- 1958 Wolfgang Amadeus Mozart: Le nozze di Figaro, con Lisa Della Casa, Giorgio Tozzi, Roberta Peters, George London, Rosalind Elias - Grammy Award for Best Classical Performance, Operatic or Choral 1960
- 1967 Wolfgang Amadeus Mozart Così fan tutte, con Leontyne Price, Ezio Flagello, George Shirley, Judith Raskin, Sherrill Milnes, Tatiana Troyanos - Grammy Award for Best Opera Recording 1969
- 1959 Giacomo Puccini: Turandot, con Jussi Björling, Renata Tebaldi, Birgit Nilsson, Giorgio Tozzi - Grammy Award for Best Opera Recording 1961
- 1962 Giacomo Puccini: Madama Butterfly, con Leontyne Price, Richard Tucker, Rosalind Elias, Philip Maero - Grammy Award for Best Opera Recording 1964
- 1968 Serguéi Prokófiev: Symphony 2
- 1966 Serguéi Prokófiev: Symphony 3
- 1963 Serguéi Prokófiev: Symphony 5
- 1965 Serguéi  Prokófiev: Symphony 6
- 1966 Serguéi Prokófiev: Scythian Suite, Op. 20
- 1968 Serguéi Prokófiev: Lt. Kije Suite, Op. 60 with David Clatworthy
- 1963 Serguéi Prokófiev: Cello Symphony, Chelista: Samuel Mayes
- 1965 Serguéi Prokófiev: Piano Concerto n.º 1, Pianista: John Browning
- 1965 Serguéi Prokófiev: Piano Concerto n.º 2 in G Minor, Op. 16 Pianista: John Browning
- 1967 Serguéi Prokófiev: Piano Concerto n.º 3, Pianista: John Browning
- 1967 Serguéi Prokófiev: Piano Concerto n.º 4, Pianista: John Browning
- 1964 Serguéi Prokófiev: Piano Concerto n.º 5, Pianista: Lorin Hollander
- 1969 Serguéi Prokófiev: Piano Concerto n.º 5, Pianista: John Browning
- 1964 Serguéi Prokófiev: Violin Concerto n.º 1, Violinista: Erick Friedman
- 1966 Serguéi Prokófiev: Violin Concerto n.º 2 in G Minor, Op. 63 Violinista: Itzhak Perlman
- 1967 Serguéi Prokófiev: Romeo and Juliet - excerpts
- 1963 & 1964 Nikolái Rimski-Kórsakov: Le Coq d'Or, Suite
- 1969 Xavier Scharwenka: Piano Concerto n.º 1, Pianista: Earl Wind
- 1964 Arnold Schoenberg: Gurre-Lieder - Interlude and Song of the Wood Dove, Solista: Lili Chookasian
- 1969 Arnold Schoenberg: Survivor of Warsaw, Solista: Sherrill Milnes and the New England Conservatory Chorus
- 1964 Gunther Schuller: Seven Studies on Themes of Paul Klee
- 1963 Robert Schumann: Symphony n.º 4
- 1966 Jean Sibelius: Violin Concerto, Violinista: Itzhak Perlman
- 1964 John Philip Sousa: Stars and Stripes Forever
- 1965 Richard Strauss: The Egyptian Helen - Awakening Scene, Leontyne Price/Boston Symphony Orchestra
- 1965 Richard Strauss: Salome - Dance of the Seven Veils, Solista: Leontyne Price
- 1965 Richard Strauss: Salome - Interlude and Final Scene, Solista: Leontyne Price
- 1963 Richard Strauss: Ein Heldenleben, Violinista: Joseph Silverstein
- 1965 Igor Stravinsky: Agon
- 1965 Igor Stravinsky: Violin Concerto, Violinista: Joseph Silverstein
- 1964 Igor Stravinsky: Firebird, Suite
- 1964 Pëtr Il'ič Čajkovskij: Marche Slav
- 1963 Pëtr Il'ič Čajkovskij: Piano Concerto n.º 1, Pianista: Arthur Rubinstein/Boston Symphony Orchestra - (Grammy) 1964
- 1966 Pëtr Il'ič Čajkovskij: Piano Concerto n.º 1, Pianista: Mischa Dichter
- 1967 Pëtr Il'ič Čajkovskij: Violin Concerto in D Major, Op.35 Violinista: Itzhak Perlman
- 1964 & 1965 Giuseppe Verdi: Requiem, Soloists: Birgit Nilsson, Lili Chookasian, Carlo Bergonzi, and Ezio Flagello con il Chorus Pro Musica
- 1970 Giuseppe Verdi: Aida, con Price/Bumbry/Domingo/London Symphony Orchestra - Grammy Award for Best Opera Recording 1972
- 1962 Richard Wagner: Die Walküre, complete opera, Soloists: Birgit Nilsson, Jon Vickers, Gro Brouwenstijn - London Simphonic Orchestra
- 1967 Richard Wagner: Flying Dutchman, Overture
- 1965 Richard Wagner: Lohegrin, complete opera
- 1965 Richard Wagner: Lohegrin, Act 1 Prelude
- 1965 Richard Wagner: Lohegrin, Act 3 Prelude
- 1967 Richard Wagner: Meistersinger Act 1 Prelude
- 1967 Richard Wagner: Tannhauser, Overture
- 1964 Richard Wagner: Tannhauser, March
- 1967 Richard Wagner: Tristan and Isolde, Prelude
- 1969 Kurt Weill: Kleine Dreigroschenmusik